# Усачёв, Александр Фёдорович
Александр Фёдорович Усачёв (бел. Аляксандр Фёдаравіч Усачоў, 1907—1949) — военный музыкант, майор Советской Армии, участник Великой Отечественной войны, основатель и первый руководитель Ансамбля красноармейской песни и пляски Белорусского военного округа (ныне — Академический Ансамбль песни и танца Вооружённых Сил Республики Беларусь), заслуженный артист Белорусской ССР (1942)

## Биография

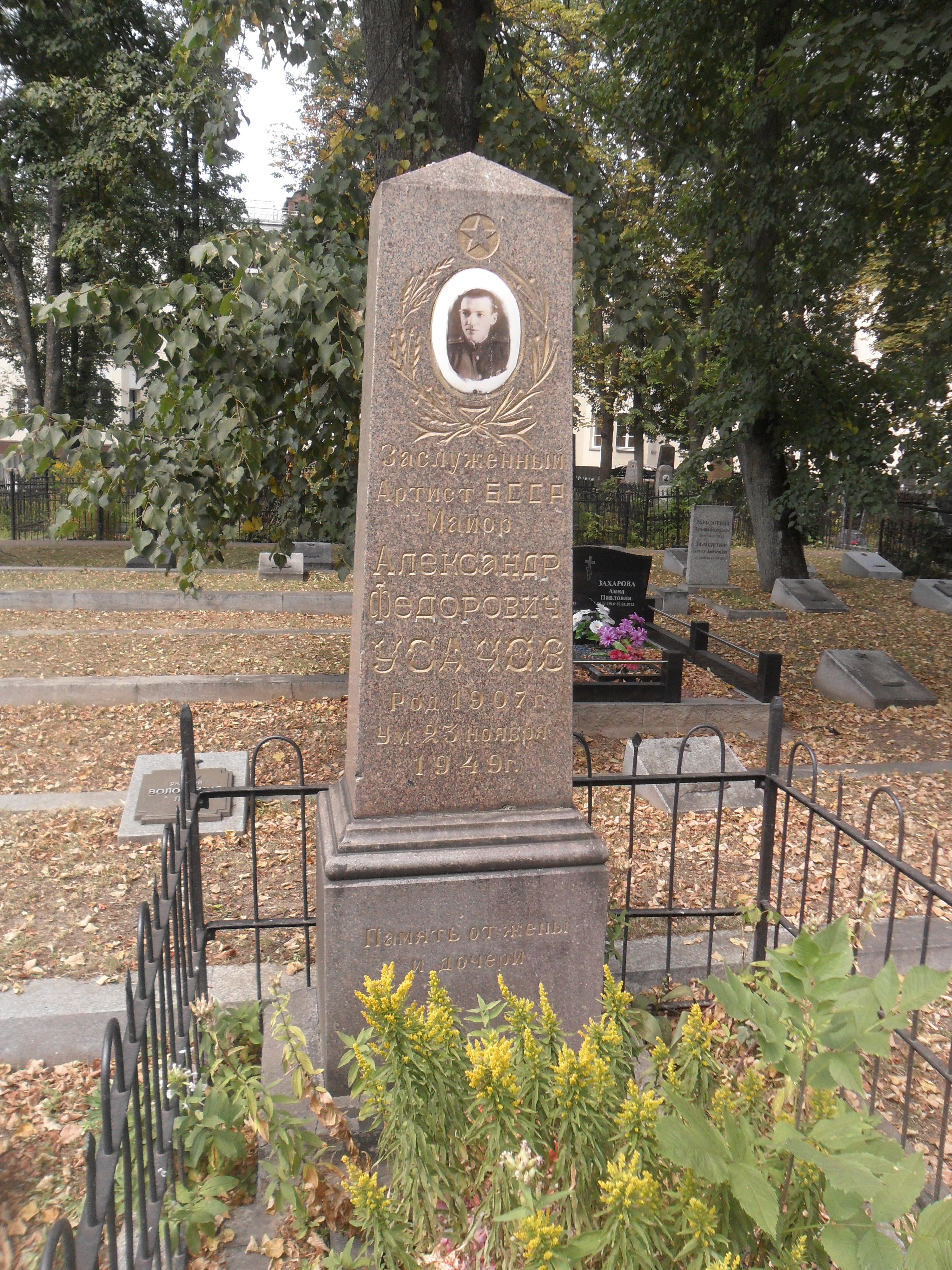
Могила Усачёва на Военном кладбище Минска.

Родился в 1907 году в посёлке Раменского стекольного завода (ныне — Московская область).
В 1938 году был призван на службу в Красную Армию.
С 9 января 1939 года и до самой своей смерти бессменно возглавлял Ансамбль песни и пляски Белорусского военного округа, размещавшийся сначала в Смоленске, затем в Минске. Внёс большой вклад в формирование ансамбля. Во главе его участвовал в польском походе, выступал в Западной Белоруссии.
В годы Великой Отечественной войны руководил Ансамблем песни и пляски Западного фронта. Лично создавал концертные программы для выступления перед частями, в общей сложности проведя более тысячи концертов и был автором ряда песен. В августе 1943 года во время выступления в частях 49-й армии был контужен, но остался в строю. Вместе с наступающими советскими частями ансамбль под его управлением прошёл через Белорусскую и Литовскую ССР, конец войны встретив в Восточной Пруссии.
Скоропостижно скончался 22 ноября 1949 года, похоронен на Военном кладбище Минска.
Был также награждён орденами Отечественной войны 1-й степени, Трудового Красного Знамени (20.06.1940, за выдающиеся заслуги в деле развития белорусского театрального и музыкального искусства), Красной Звезды и рядом медалей.